# اناسل (زاوية سيدي قاسم)
اناسل هي إحدى مشيخات المملكة المغربية، تتبع جغرافيا لإقليم تطوان وإداريًا لزاوية سيدي قاسم. يقدر عدد سكانها بـ 1530 نسمة حسب الإحصاء الرسمي للسكان والسكنى لسنة 2004.